# Liste der Monuments historiques in Baignes
Die Liste der Monuments historiques in Baignes führt die Monuments historiques in der französischen Gemeinde Baignes auf.

## Liste der Immobilien
| Bezeichnung       | Beschreibung | Standort              | Kennzeichnung | Schutzstatus   | Datum      | Bild           |
| ----------------- | --- | --------------------- | ------------- | -------------- | ---------- | -------------- |
| Forges de Baignes | Hüttenwerk, ab der Mitte des 16. Jahrhunderts betrieben, Gebäudebestand hauptsächlich zwischen 1795 und 1807, Architekt Jean-Antoine Guyet | Rue des Forges (Lage) | PA00102115    | Inscrit Classé | 2007 /2012 | weitere Bilder |